# Lago Burgas
El Lago Burgas (en búlgaro: Бургаско езеро, romanizado: Burgasko ezero) o Lago Vaya (езеро Вая, ezero Vaya), ubicado cerca del Mar Negro al oeste de la ciudad de Burgas, es el lago natural más grande de Bulgaria, con una superficie de 27,60 km 2, una longitud de 9,6 km y una anchura de 2,5 a 5 km. Tiene hasta 34 m de profundidad.
Las aguas del lago contienen relativamente poca sal (alrededor de 4-11‰). El lago Burgas está habitado por una gran variedad de especies, incluidos 23 peces, 60 invertebrados y 254 especies de aves (de las cuales 61 están en peligro de extinción en Bulgaria y 9 en el mundo).
En el pasado fue un importante reservorio de producción de peces, pero ha perdido gran parte de su importancia económica después de la construcción de la planta petroquímica cerca de la ciudad, aunque se ha identificado un aumento en el número de especies y una disminución de la contaminación en los últimos años.

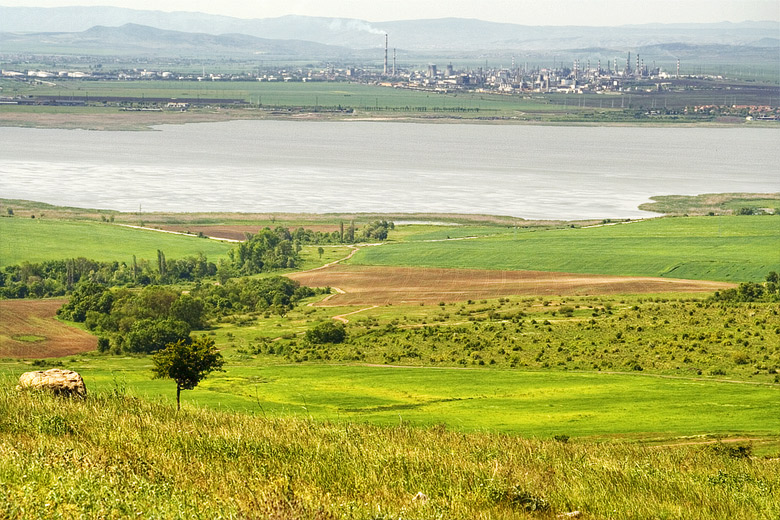
La refinería de Neftochim vista desde la otra orilla del lago